# Esteve Salacruz
Esteve Salacruz (o Salacrús), abat del monestir de Sant Pere de Galligants. Va ésser nomenat President de la Generalitat de Catalunya el 3 de març de 1632 en substitució de Pere Antoni Serra que havia mort prematurament el 22 de febrer.
El seu pas per la Generalitat va ser fugaç, ja que quatre mesos després del seu nomenament va ser triat el seu successor.